# 무방비 도시
무방비 도시(無防備都市)는 정부적, 군사적으로 무방비 상태에 노출되어 있는 도시를 말한다.

## 영화화
무방시 도시를 영화로 한 작품으로는, 1945년작으로서 로베르토 로셀리니가 감독한 작품 무방비 도시가 있다. 네오리얼리즘 성격 영화의 시초 중 하나로 불리는 작품이다.

## 목록
- 오슬로 (1940년 4월)
- 브뤼셀 (1940년, 2차 세계 대전)
- 파리 (1940년 4월)
- 마닐라 (1942년)
- 아테네 (1994년 10월 11일)
- 로마 (1943년 8월 14일)